# هاري تي إدواردز
هاري تي إدواردز (بالإنجليزية: Harry T. Edwards)‏ (و. 1940 – م) هو محام، وقاض من الولايات المتحدة الأمريكية .

## التعليم
تعلم في جامعة كورنيل.

## مناصب وهيئات
أدار جامعة هارفارد.